# ヴォート・エアクラフト・インダストリーズ
ヴォート・エアクラフト・インダストリーズ・インク (Vought Aircraft Industries, Inc.) は、アメリカ合衆国の航空機メーカー。旧チャンス・ヴォート、ヴォート・シコースキー (Chance Vought、Vought Sikorsky)。

## 歴史
1917年、チャンス・ミルトン・ヴォート (Chance Milton Vought) とバーズアイ・ルイス (Birdseye Lewis) がルイス・アンド・ヴォート社 (Lewis and Vought Corporation) をニューヨーク州アストリアに設立。1919年、ロングアイランドに移転。1922年、ルイスが社を離れ、チャンス・ヴォート社 (Chance Vought Corporation) と名を変えた。
1928年、ユナイテッド・エアクラフト・アンド・トランスポート社 (United Aircraft and Transport Corporation) に買収され、傘下となった。1939年、コネティカット州ストラトフォードへ移転し、ユナイテッド・エアクラフトの1部門だったシコースキーと合併しヴォート・シコースキー・エアクラフト（Vought-Sikorsky Aircraft）となったが、1943年に両社は再び分離した。1954年、ユナイテッド・エアクラフトから独立し、チャンス・ヴォート・エアクラフト社 (Chance Vought Aircraft Inc.) となった。
1962年、ジェームズ・リング (James Ling) に買収され、リング・エレクトリック社 (Ling Electric Company) と合併し、リング・テムコ・ヴォート (Ling-Temco-Vought, LTV) となった。1964年、LTVは持株会社となり、航空機・ミサイル部門（旧チャンス・ヴォート）はLTVエアロスペース (LTV Aerospace) に分社された。1976年、LTVエアロスペースはヴォート社 (Vought Corporation) に改名。1983年、ヴォート社はLTVから独立した。
1992年、航空機部門がノースロップとカーライル・グループに持株比率50:50で売却された。なお、ミサイル部門はローラル社 (Loral Corporation) に売却された。1994年、ノースロップの継承会社であるノースロップ・グラマンは、カーライルからヴォートの株式を購入。2000年、カーライルはノースロップグラマンからヴォートの全株式を購入し、ヴォート・エアクラフト・インダストリーズ社 (Vought Aircraft Industries, Inc.) とした。現在はトライアンフグループの傘下となり、トライアンフ・アエロストラクチャーズのヴォート・エアクラフト部門となっている。

## 主な製品

### 飛行機
- VE-7 ブルーバード (Blue Bird)
- V-141
- V-143
- V-173 フライングパンケーキ (Flying Pancake)
- FU
- XF2U
- XF3U
- F4U コルセア (Corsair)
- XF5U フライングフラップジャック(Flying Flapjack)
- F6U パイレート (Pirate)
- F7U カットラス (Cutlass)
- F-8 クルセイダー (Crusader)（旧 F8U）
- XF8U-3 クルセイダーIII
- モデル1600 - 試作戦闘機でジェネラル・ダイナミクスとの共作
- A-7 コルセア II
- YA-7F ストライクファイター (Strikefighter)
- O2U コルセア
- O3U コルセア
- O4U コルセア
- O5U
- SU コルセア
- XS2U
- OS2U キングフィッシャー(Kingfisher)
- XSO2U
- SBU
- SB2U ヴィンディケイター(Vindicator)
- TBU/TBY シーウルフ (Sea Wolf) - ヴォートが設計、コンソリデーテッド・エアクラフトが生産
- XC-142
- L450F

### ミサイル
- SSM-N-8/RGM-6 レギュラス
- ASM-135 ASAT - 対衛星ミサイル
- M270 MLRS

### ワークシェア
- ロッキード S-3 ヴァイキング - 各翼と降着装置はじめ航空機としての要素を任される
- ボーイング C-17 グローブマスター III (Globemaster III) - 補助翼、昇降舵、方向舵
- ベル/ボーイング V-22 オスプレイ (Osprey) - 尾翼、ランプ、ランプドア
- ボーイング747 - 胴体パネル、尾部
- ボーイング767 - 中央ウィングボックス、水平スタビライザー
- ボーイング777 - スポイラー、フラップ
- ボーイング787 - 胴体セクション47・48
- ロッキード C-5M スーパーギャラクシー (Super Galaxy) - フライトコントロールシステム
- ロッキード C-130 ハーキュリーズ (Hercules) - 尾翼
- ボーイング F-22 ラプター (Raptor) - スタビライザー
- ノースロップ B-2 スピリット (Spirit)
- シコルスキー SH-60 シーホーク (Seahawk)
- エアバスA319・A320 - 主翼上部パネル組立て
- エアバスA330・A340 - 中間・外側主翼前縁組立て、中間・後部主桁、中央主桁組立て、フラップ、フェアリング、上部パネル組立て
- エアバスA340/500-600 - 中間・外側主翼前縁組立て、中間・後部主桁、中央主桁組立て、下部パネル、梁受縦材

## リンク
- Heritage Museum - ヴォート・エアクラフト公式のオンライン博物館。開発した飛行機の情報がある。